# Gwailo
Gwailo (鬼佬; Jyutping (Romanización del Cantonés Estándar: gwai2 lou2); Cantonés IPA: kwɐɪ35 ləʊ35; a veces también escrito Gweilo) es un término cantonés para la gente caucásica (generalmente para hombres). Significa literalmente "fantasma", "hombre fantasma"; o "tipo fantasma" y surge para describir la complexión pálida, el a veces "cabello rojo y los ojos verdes o azules" (紅鬚綠眼; Jyutping: hung4 seoi1 luk6 ngaan5) de los caucásicos. Cuando se traduce al español, a menudo suele hacerse como demonio extranjero. El término aparece en el siglo XIX y está asociado con la demonización de los europeos durante la ocupación de China por poderes extranjeros.